# Masacre de Kamani
La masacre de Kamani fue el asesinato perpetrado contra los habitantes georgianos de Kamani (una pequeña aldea ubicado al norte de Sujumi), principalmente por las fuerzas de la milicia de separatistas abjasios, sus aliados del Cáucaso norte y Rusia que tuvo lugar el 9 de julio de 1993, durante el conflicto georgiano-abjasio. Se convirtió en parte de la sangrienta campaña llevada a cabo por los separatistas, que se conoce como la limpieza étnica de los georgianos en Abjasia.

## Contexto
Durante la guerra de Abjasia en 1992-93, las aldeas a lo largo del río Gumista (norte y este de Sujumi), como Kamani, Shroma y Achadara, estaban pobladas principalmente por personas de etnia georgiana. Kamani era un pueblo esvano (grupo subétnico de origen georgiano), que también incluía el Monasterio de Kamani y el convento (poblado por sacerdotes y monjas).
Sin embargo, el área era muy importante estratégicamente, ya que permitía a las unidades motorizadas llegar a Sujumi, la capital de la república autónoma de Abjasia. Después del intento fallido de asaltar a Sujumi desde el oeste, los milicianos abjasios y sus aliados desviaron su ofensiva a los frentes norte y este de Sujumi.

## La masacre
El 2 de julio de 1993, bajo las directivas militares rusas y el apoyo naval, los abjasios y sus aliados (principalmente de la Confederación de Pueblos de Montaña del Cáucaso) desembarcaron en Ochamchire y atacaron las aldeas en el río Gumista. La Guardia Nacional georgiana, las unidades de voluntarios y los batallones compuestos por civiles locales fueron tomados por sorpresa pues el lado georgiano no esperaba ninguna ofensiva del norte o del este del distrito de Sujumi. Debido a esta maniobra, los abjasios y sus aliados atravesaron la línea del frente georgiano y atacaron las aldeas a lo largo del río Gumista. La parte georgiana sufrió muchas pérdidas y el frente defensivo alrededor de Sujumi fue interrumpido por la ofensiva abjasia. 
El 5 de julio, el batallón abjasio, ruso, batallón armenio Bagramian y los destacamentos del Cáucaso norte asaltaron las aldeas de Ajalsheni, Guma y Shroma del distrito de Sujumi, donde los residentes de las aldeas fueron detenidos y masacrados. La última ofensiva tuvo lugar el 9 de julio, en el pueblo de Kamani. 

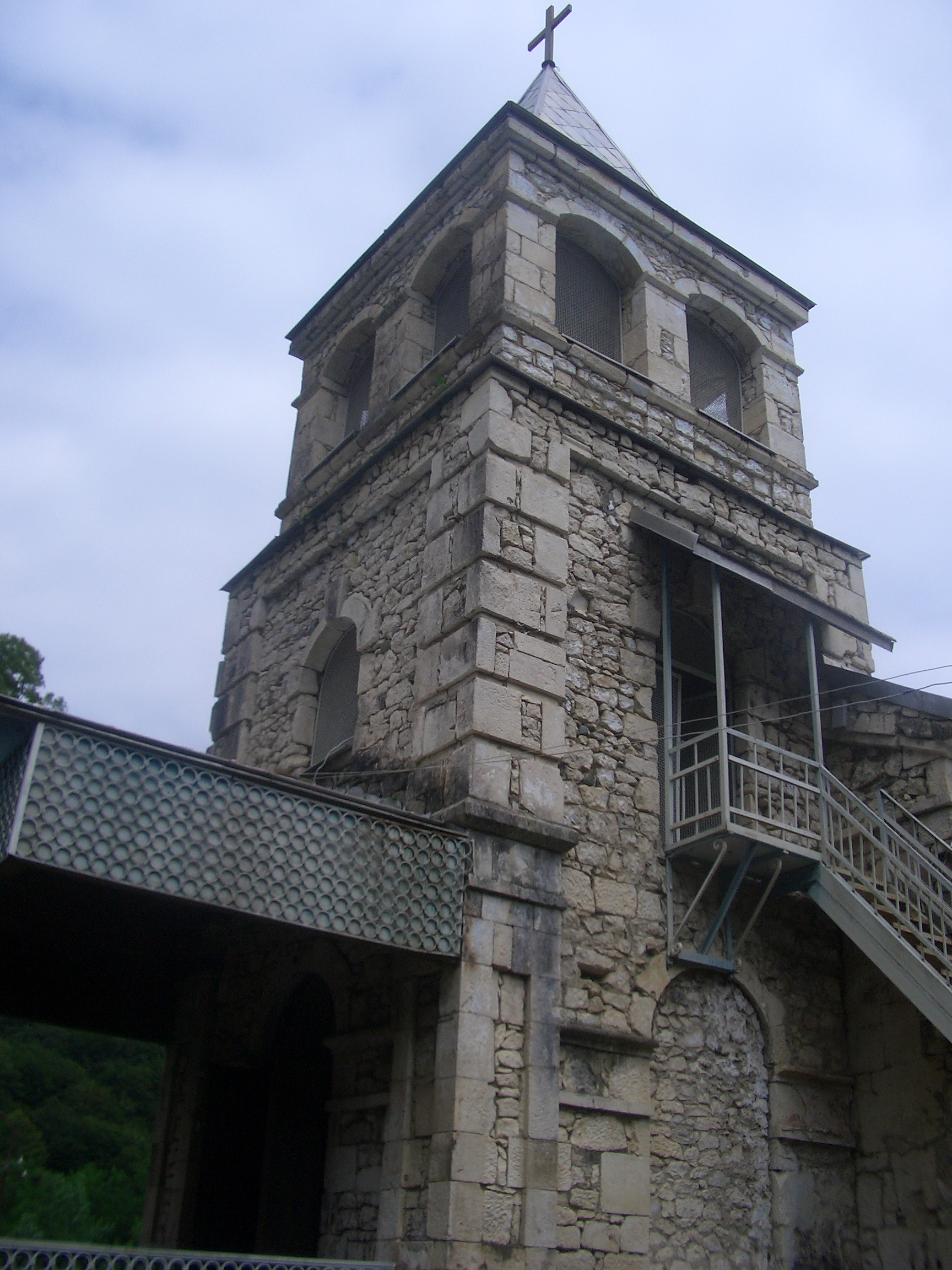
Monasterio de Kamani

Las fuerzas georgianas que estaban protegiendo los caminos a Kamani (liderados por Zaza Pakeliani) fueron aniquiladas temprano en la mañana, después de lo cual el asalto principal a la aldea se realizó a las 10 a. m. En un par de horas, la aldea cayó en manos de los separatistas abjasios y sus aliados. Poco después, los abjasios y sus aliados comenzaron un violento ataque contra los habitantes de Kamani. Mujeres, niños y ancianos fueron sistemáticamente torturados, violados y masacrados durante los dos días de violencia.
La iglesia y el monasterio en Kamani se convirtieron en testigos del baño de sangre. Las monjas fueron violadas y luego asesinadas frente al sacerdote ortodoxo, el padre Yuri Anua, y el supervisor del convento, el padre Andria Kurashvili. Después de presenciar las masacres de monjas, los sacerdotes georgianos fueron llevados fuera de la iglesia y mientras estaban arrodillados fueron interrogados. “Cuestionaron al padre Andria sobre la propiedad de la tierra en Abjasia. Se negó a responder. Lo interrogaron repetidamente y finalmente se rindió y dijo: Abjasia, como el resto del mundo pertenece a Dios. Le dispararon poco después. Antes de hacerlo, obligaron a un joven sacerdote abjasio a matarlo. Resistió y fue asesinado cerca del sacerdote georgiano. Dejaron sus cadáveres cerca de la iglesia y se fueron".
Después de los eventos de julio de 1993, Kamani permaneció completamente despoblada y todas las casas en el pueblo abandonadas por los habitantes sobrevivientes. Después de tomar esta área estratégica, los abjasios y sus aliados lanzaron una ofensiva a gran escala en Sujumi (batalla de Sujumi) que ya estaba rodeada por las fuerzas separatistas.